# Fray Bentos
Fray Bentos – miasto w zachodnim Urugwaju, na lewym brzegu rzeki Urugwaj, powyżej ujścia rzeki Río Negro. Położone jest na wysokości 15 m n.p.m.  Ośrodek administracyjny departamentu Río Negro.

## Historia
Miasto zostało założone w 1853 roku jako port rzeczny, który mógł przyjmować większe statki niż już istniejący port w Gualeguaychú. W 1976 roku nad rzeką Urugwaj otwarto most Puente Libertador General San Martín łączący Fray Bentos z miastem Gualeguaychú w Argentynie.

## Przemysł
Fray Bentos swój rozwój zawdzięcza w największej mierze portowi rzecznemu. Poza tym rozwinął się również przemysł oparty na przetwórstwie rolno-spożywczym (przemysł mięsny, skórzany, wełniany). W 1861 roku Georg Christian Giebert, niemiecki inżynier pracujący wówczas w Ameryce Południowej, dowiedział się o opracowanej przez Justusa von Liebiga metodzie produkcji ekstraktu mięsnego i postanowił ją wykorzystać. Jednocześnie dostrzegł on potencjał w zlokalizowanym we Fray Bentos przemyśle przetwarzania mięsa i skór pochodzących z wielkich stad bydła wypasanego na urugwajskich pastwiskach. W kwietniu 1863 roku Giebert założył w mieście fabrykę i przedsiębiorstwo ekstraktu mięsnego Fray Bentos Giebert & Co, które w 1865 roku przerodziło się w Liebig’s Extract of Meat Company Limited. Zakład produkował nie tylko ekstrakt mięsny, ale też soloną wołowinę (corned beef), wołowe języki w puszkach i tłuszcz, a potem konserwy mięsne. W 1924 roku zakład został kupiony przez Vestey i nosił nazwę Frigorífico Anglo Del Uruguay S.A.. Zakład został zamknięty w 1979 roku.
W 2005 roku podjęcie decyzji o budowie zakładu produkcji celulozy przez fińską firmę Botnia, co wywołało sprzeciwy Argentyńczyków. 30 kwietnia 2005 roku około 40 000 Argentyńczyków zablokowało graniczny most Puente Libertador General San Martín. Sprawa ta wywołała kryzys dyplomatyczny między obu krajami. W 2010 roku sąd w Hadze orzekł, że Urugwaj naruszył traktat graniczny, ale nie nakazał likwidacji zakładu. Nakazano prowadzenie pomiarów i monitorowania stanu wody w rzece Urugwaj z udziałem władz argentyńskich.

## Ludność
Według spisu z 2011 roku w mieście mieszkało 25 tysięcy mieszkańców.

## Zabytki
- Krajobraz kulturowo-przemysłowy Fray Bentos został wpisany w 2015 roku na listę światowego Dziedzictwa UNESCO[5][6]. Ochroną objęto głównie budynki dawnego Liebig’s Extract of Meat Company(inne języki)/Frigorífico Anglo del Uruguay(inne języki). Od 2005 roku w budynkach funkcjonuje Muzeum Rewolucji Przemysłowej. Cały obszar liczy 275 ha i znajdują się na nim doki, rezydencje, zakład wysyłkowy Anglo, który od 1924 roku produkował mrożone mięso na eksport oraz miejsca rekreacji[7][8].